# Thomas Pitt
Thomas Pitt (ur. 5 lipca 1653, zm. 28 kwietnia 1726) – brytyjski kupiec.
Urodzony w Blandford Forum w hrabstwie Dorset, był brytyjskim handlowcem zaangażowanym w handel jaki prowadziła z Indiami Kompania Wschodnioindyjska. Początkowo popadł w konflikt z kompanią, lecz wkrótce osiedlił się w Fort St. George w Madrasie. Znany jest jako „Diamond” Pitt ponieważ jego majątek pochodził w dużym stopniu z udanej transakcji związanej z diamentami. Kupił on bowiem tanio w Indiach ogromny diament, który następnie odsprzedał z krociowym zyskiem regentowi Francji Filipowi Orleańskiemu. Operacji pilnował szkocki ekonomista w służbie francuskiej John Law. Tak powstała fortuna rodziny Pittów. Zmarł w roku 1726 w swojej ulubionej posiadłości Swallowfield Park w hrabstwie Berkshire.
Synem Thomasa Pitta był Robert, a wnukiem, syn Roberta, William Pitt, 1. hrabia Chatham – premier Wielkiej Brytanii.